# リダウト山 (アラスカ州)
リダウト山（英: Mount Redoubt）は、アメリカ合衆国・アラスカ州にある安山岩・デイサイト質の成層火山である。標高は3,108m。アラスカ州アンカレッジから南西に約170km離れた位置にある活火山で、レイク・クラーク国立公園内にある。氷河に覆われている。
火山活動は活発で、多数の噴火記録を持つ。最新の噴火は2009年、その前は1989年から1990年にかけての噴火である。

## 噴火歴
- 1881年、噴火。火口から高さ3000m以上噴き上げたとの記録あり。
- 1902年、噴火。
- 1922年、噴火。
- 1966年、噴火。
- 1989年 - 1990年、噴火。溶岩ドームを次々と大きく形成させ、火山灰を上空に大量に噴き上げた。形成した溶岩ドームは、後に自らを支えきれず崩れる。また、1989年12月15日、付近を飛行していたKLMオランダ航空867便が、前日に起きた噴火による火山灰を吸い込んでエンジンが一時停止したKLMオランダ航空867便エンジン停止事故（KLM Flight 867）が発生。
- 2009年3月22日夜、4回にわたって噴火[2]。3月26日の噴火で、火山灰を含む噴煙が上空20000mまで到達[3]。死傷者は出なかったが、アンカレッジにある空港では欠航が相次いだ[3]。

## ギャラリー

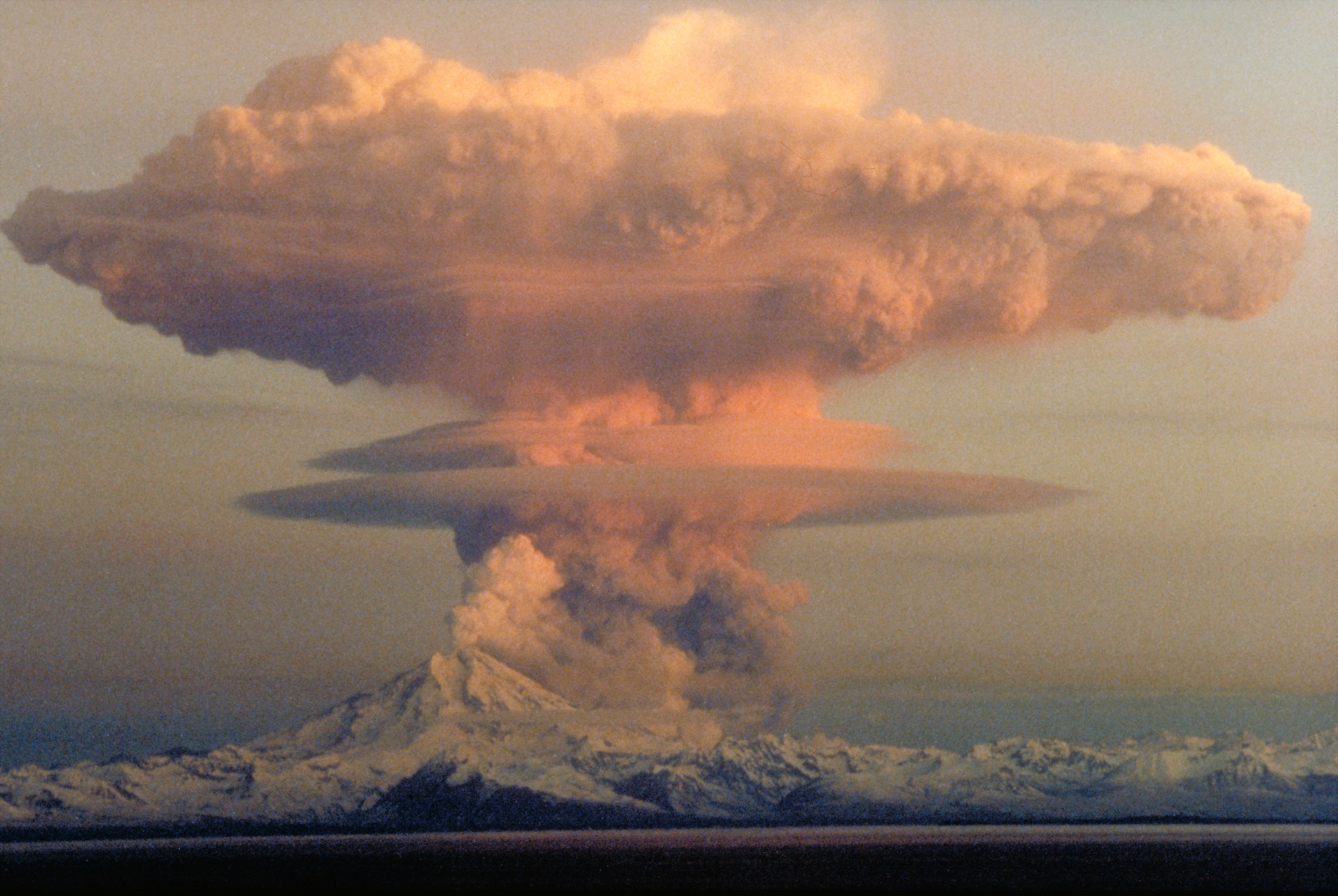
1990年4月23日
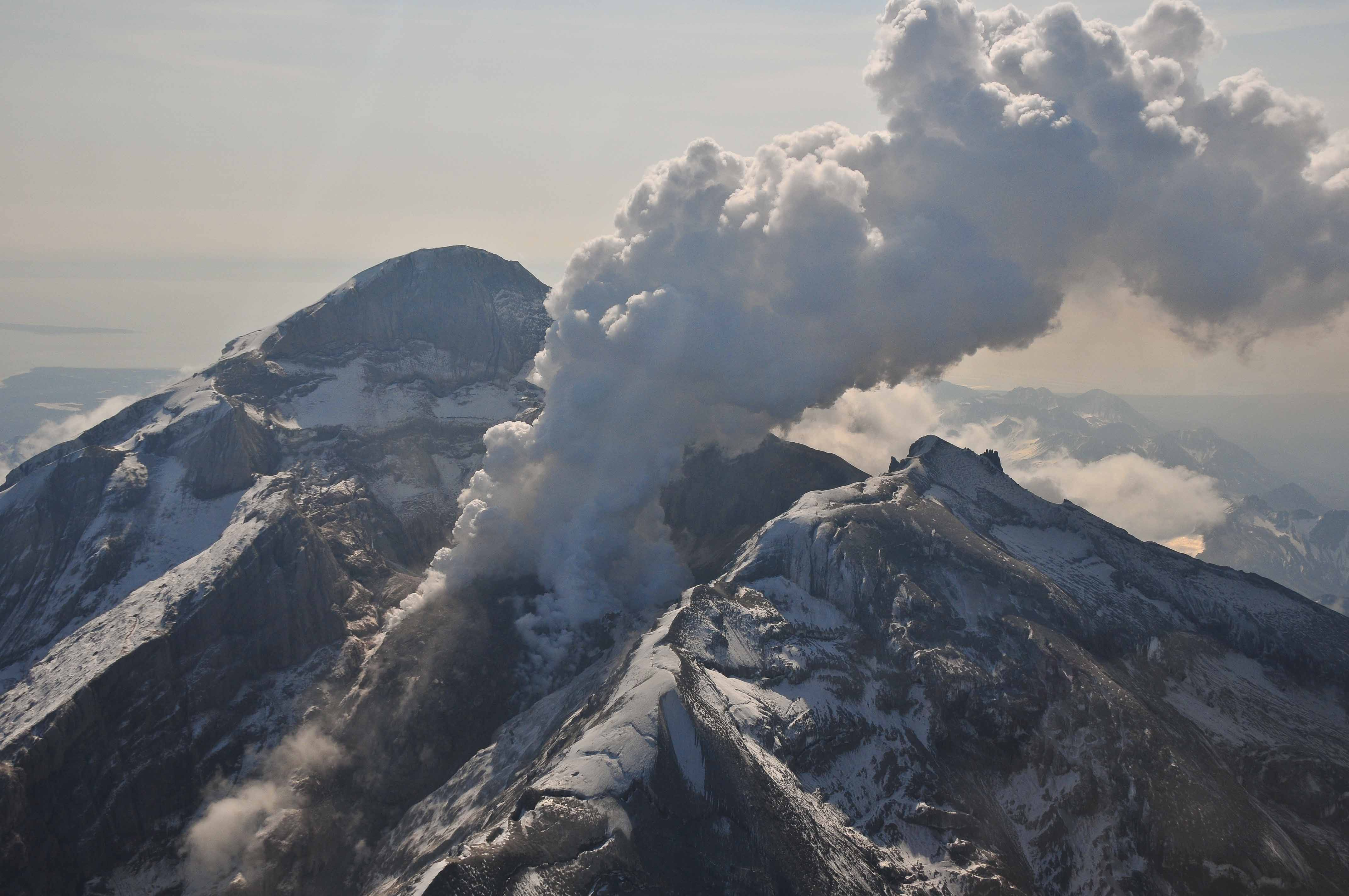
2009年5月8日
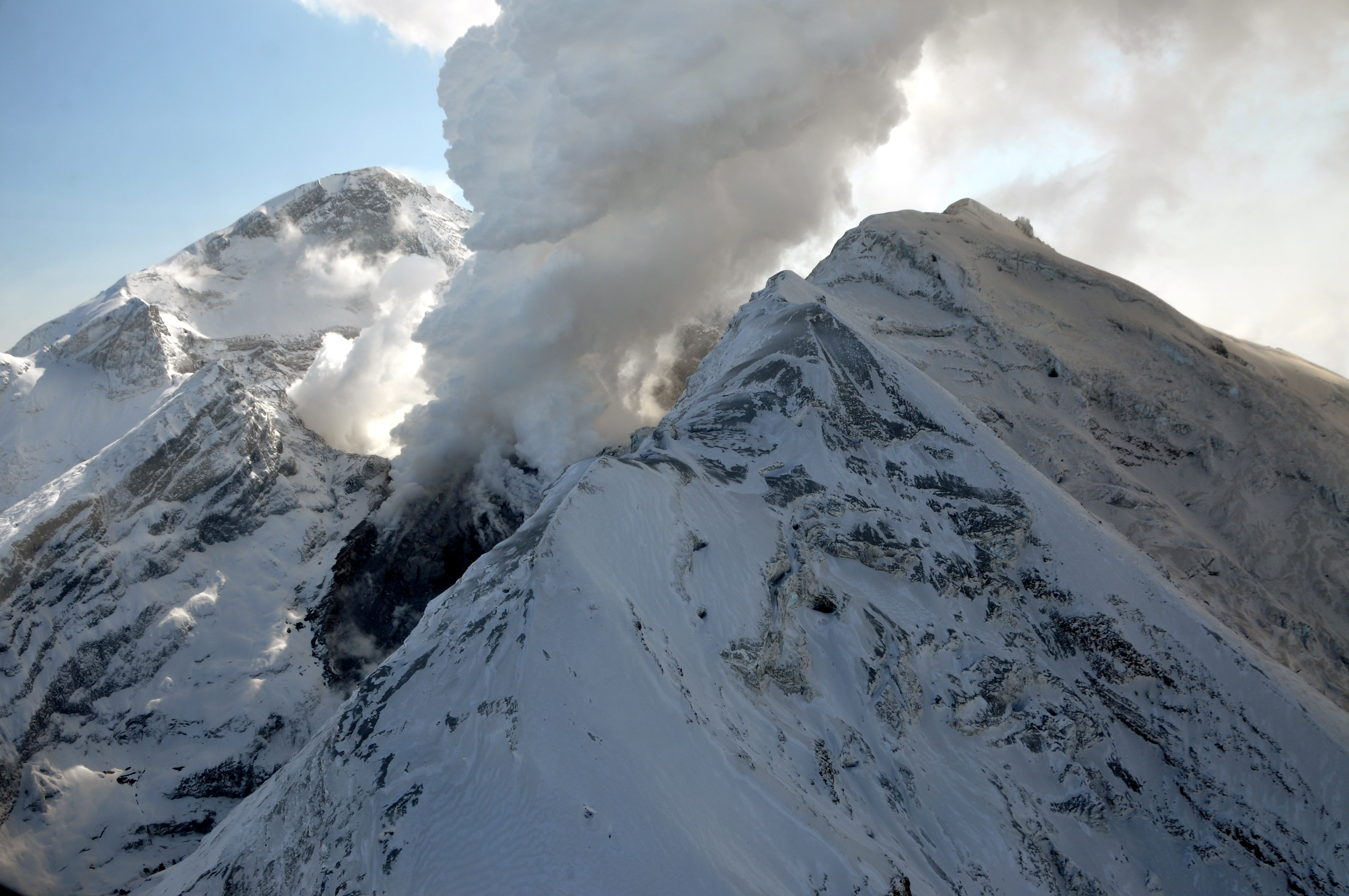
2009年4月16日
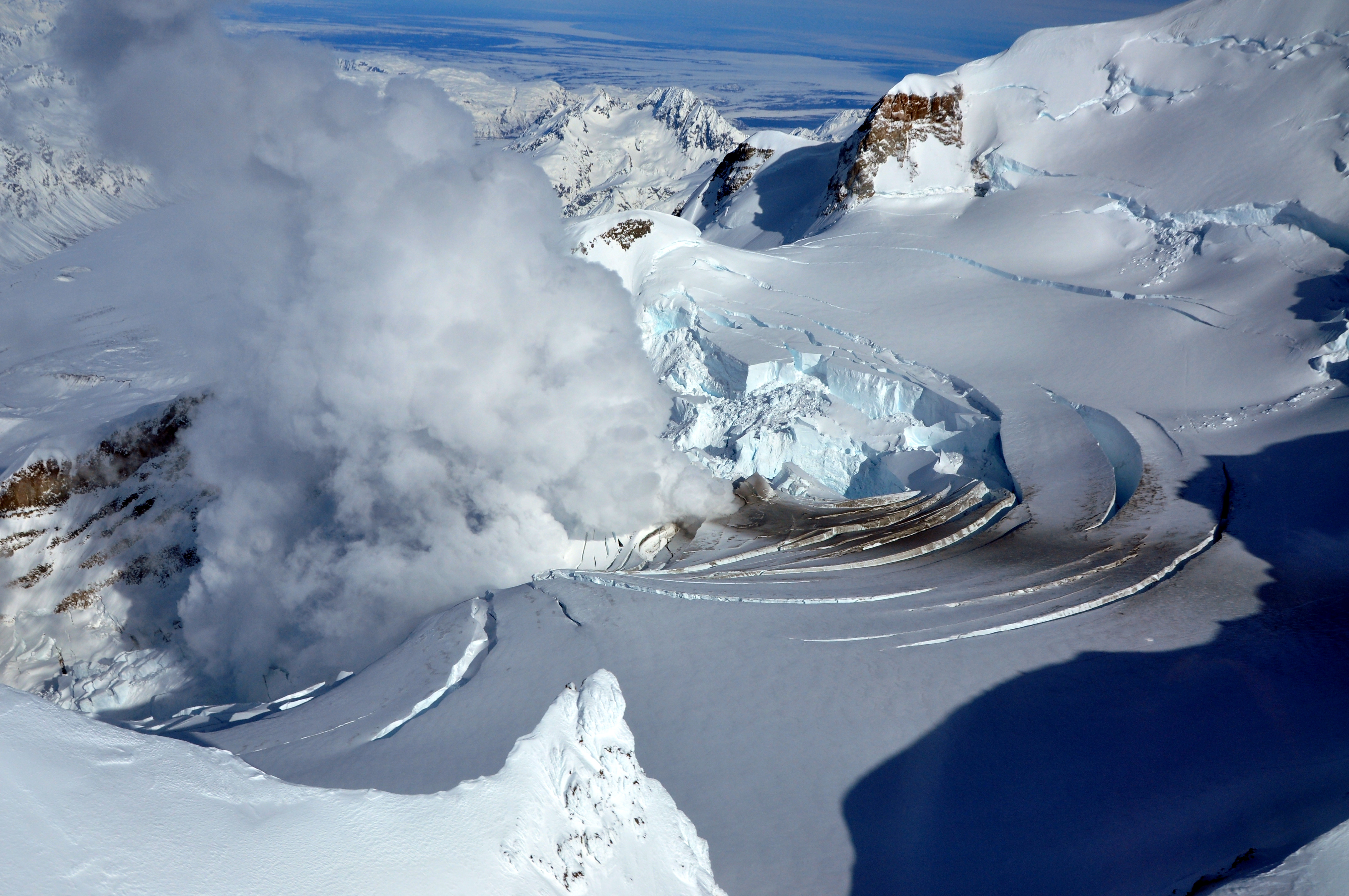
山頂火口から上がる噴煙 2009年3月21日